# Jo Bo-ah
Dans ce nom coréen, le nom de famille, Jo, précède le nom personnel Bo-ah.
Jo Bo-ah (hangeul : 조보아 ; RR : Jo Bo-a ; MR : Cho Po-a), née Jo Bo-yoon (hangeul : 조보윤 ; RR : Jo Bo-yun ; MR : Cho Po-yun) le 22 août 1991, est une actrice sud-coréenne connue pour ses rôles dans Goodbye to Goodbye (2018), My Strange Hero (en) (2018), Forest (en) (2020), Tale of the Nine Tailed (2020) et Military Prosecutor Doberman (en) (2022).

## Biographie

### Jeunesse
Jo Bo-ah est née Jo Bo-yoon le 22 août 1991 à Daejeon. Elle est diplômée de l'université Sungkyunkwan, avec spécialisation en arts du spectacle,. Elle a une sœur, Jo Yoo-ah.

### Carrière
Jo fait ses débuts d'actrice en 2011 avec un petit rôle dans la sitcom quotidienne Live in Cheongdam-dong sur la chaîne câblée JTBC. Cela est suivi par de l'animation dans le programme d'audition Made in U (également sur JTBC), et une apparition dans la coproduction coréenne-japonaise Koisuru Maison ~Rainbow Rose~.
En 2012, Jo décroche son premier rôle majeur en tant qu'ancienne fille riche qui tombe amoureuse d'un rockeur dans la série sur le passage à l'âge adulte de tvN, Flower Band (en),,. Plus tard cette année-là, elle apparaît dans sa première série télévisée en réseau avec un second rôle dans le drama historique de MBC The King's Doctor (en).
En 2013, Jo et Kim Woo-bin animent l'émission musicale hebdomadaire M Countdown de Mnet pendant deux semaines (les 4 et 11 avril).
Jo est choisie pour son premier film en 2014, dans le rôle d'une adolescente troublée et séduisante qui devient obsédée par son professeur de gym dans le thriller érotique Innocent Thing. De retour à la télévision par câble, elle joue le rôle principal dans la série de comédie romantique The Idle Mermaid (en), un récit moderne de La Petite Sirène se déroulant dans le milieu de travail très compétitif coréen.
Jo essaie un nouveau genre en 2015 avec le drama de procédure policière d'OCN The Missing (en), où elle joue une détective au sein du groupe de travail sur les personnes disparues. Elle rejoint ensuite le casting du drama familial du week-end sur KBS All About My Mom (en), et joue dans la web-série Love Cells 2, adaptée du webtoon du même titre.
En 2016, Jo joue dans le mélodrame de vengeance Monster et dans la comédie romantique Sweet Stranger and Me (en),. En 2017, elle joue dans le mélodrame romantique Temperature of Love (en) et dans le drama spécial en deux épisodes Let's Meet, Joo-oh.
En 2018, Jo apparaît dans Goodbye to Goodbye (en), basé sur un webtoon sur l'histoire de deux femmes. Elle y incarne une étudiante universitaire confrontée à des difficultés en tant que mère célibataire,. La même année, elle joue dans la comédie dramatique romantique My Strange Hero (en).
En 2020, elle joue dans le drama romantique Forest (en) en tant que productrice de télévision nommée Nam Ji-ah.
En février 2021, Jo signe avec KeyEast après l'expiration de son contrat avec l'ancienne agence. La même année, elle participe à un nouveau drama sur le thème militaire, Military Prosecutor Doberman (en), diffusé en 2022, dans le rôle de Cha Woo-in, une procureure militaire qui cache son personnage vengeur.
En 2022, elle est nommée ambassadrice des relations publiques du Service national des impôts.

## Filmographie

### Films
| Year | Title          | Role         | Ref.   |
| ---- | -------------- | ------------ | ------ |
| 2014 | Innocent Thing | Ha Young-eun | [ 11 ] |

### Séries télévisées
| Année     | Titre                             | Rôle                  | Remarques                 | Ref.   |
| --------- | --------------------------------- | --------------------- | ------------------------- | ------ |
| 2011      | I Live in Cheongdam-dong          | Bo-ah                 | Caméo (épisode 10, 14-15) | [ 4 ]  |
| 2012      | I Live in Cheongdam-dong          | Im Soo-ah             |                           | [ 6 ]  |
| 2012      | Koisuru Maison Rainbow Rose       | Bo-ah                 |                           | [ 5 ]  |
| 2012-2013 | The King's Doctor (en)            | Seo Eun-seo           |                           | [ 9 ]  |
| 2014      | The Idle Mermaid (en)             | Kim Ha-ni / Aileen    |                           | [ 12 ] |
| 2015      | The Missing (en)                  | Jin Seo Joon          |                           | [ 13 ] |
| 2015      | All About My Mom (en)             | Jang Chae-ri          |                           | [ 14 ] |
| 2016      | Monster                           | Do Shin-young         |                           | [ 17 ] |
| 2016      | Sweet Stranger and Me (en)        | Do Yeo-joo            |                           | [ 18 ] |
| 2017      | Temperature of Love (en)          | Ji Hong-ah            |                           | [ 19 ] |
| 2017      | Drama Special: Let Us Meet        | Lee Soo-ji            |                           | [ 20 ] |
| 2018      | Goodbye to Goodbye (en)           | Jung-hyo              |                           | [ 21 ] |
| 2018-2019 | My Strange Hero (en)              | Son Soo-jung          |                           | [ 23 ] |
| 2020      | Forest (en)                       | Jung Young Jae        |                           | [ 28 ] |
| 2020      | Tale of the Nine Tailed           | Nam Ji-ah / Yi Ah-eum |                           | [ 24 ] |
| 2022      | Military Prosecutor Doberman (en) | Cha Woo-in            |                           | [ 26 ] |
| 2023      | Tale of the Nine Tailed 1938      | Nam Ji-ah             | Caméo                     | [ 29 ] |
| 2023      | Destined With You (en)            | Lee Hong-jo           |                           | [ 30 ] |

### Web-séries
| Année | Titre          | Rôle   | Ref.   |
| ----- | -------------- | ------ | ------ |
| 2015  | Love Cells 2   | Ye-bom | [ 16 ] |
| 2024  | Hong Rang (en) | Jae-yi | [ 31 ] |

### Émissions de télévision
| Année     | Titre                                 | Rôle                      | Remarques                                          | Ref.   |
| --------- | ------------------------------------- | ------------------------- | -------------------------------------------------- | ------ |
| 2011-2012 | Made in U                             | Présentatrice             |                                                    |        |
| 2017      | Law of the Jungle in Sumatra (en)     | Membre de la distribution | Épisode 261-264                                    | [ 32 ] |
| 2017      | Battle Trip (en)                      | Concurrente               | Avec Kim So-eun (épisodes 58-61)                   | [ 33 ] |
| 2018-2019 | Baek Jong-won's Alley Restaurant (en) | Co-animatrice             | Avec Baek Jong-won et Kim Sung-joo (épisode 11-59) | [ 34 ] |
| 2021      | Korea On Stage-Namwon Gwanghallu      | Hôte                      |                                                    | [ 35 ] |
| 2023      | Europe Outside the Tent               | Membre de la distribution | Saison 4                                           | [ 36 ] |

### Présentatrice
| Année | Titre                   | Rôle          | Remarques                                              | Ref.   |
| ----- | ----------------------- | ------------- | ------------------------------------------------------ | ------ |
| 2020  | KBS Drama Awards 2020   | Co-animatrice | Avec Do Kyung-wan (ko), Lee Sang-yeob et Kim Kang-hoon | ,      |
| 2020  | 2020 Trot Awards        | Co-animatrice | Avec Lim Young-woong et Kim Sung-joo                   | [ 39 ] |
| 2020  | 29es Séoul Music Awards | Co-animatrice | Avec Kim Hee-chul et Shin Dong-yup                     | [ 40 ] |

### Apparitions dans des vidéoclips
| Année | Titre de la chanson | Artiste | Ref.   |
| ----- | ------------------- | ------- | ------ |
| 2016  | Remember That       | BtoB    | [ 41 ] |
| 2020  | Everybody Has       | Chungha | ,      |